# Rudolf Pöder
Rudolf Pöder (* 3. Februar 1925 in Wien; † 9. Juni 2013 ebenda) war ein österreichischer Politiker (SPÖ) und Gewerkschafter.

## Leben
Rudolf besuchte die Berufsschule und erlernte den Beruf des Flugmotorenmechanikers. Seine Mutter Therese Pöder starb 1942. Er musste als 18-Jähriger 1943 zur Wehrmacht einrücken, um am Zweiten Weltkrieg teilzunehmen. Im Sommer 1944 wurde er bei Cannes in Frankreich mit seinem Panzer abgeschossen und verlor dabei einen Unterschenkel. Sein Vater Franz Pöder, Schaffner bei der Wiener Straßenbahn, kam am 10. September 1944 bei einem Bombenangriff ums Leben, sein Bruder war seit Jänner 1945 an der Ostfront vermisst.
1947 trat er nach einem Job bei der U.S. Army als Amtsgehilfe in den Dienst der Stadt Wien. Von 1953 an war er hauptberuflich in der Gewerkschaft der Gemeindebediensteten tätig, gefördert vom damaligen Obmann Johann Pölzer (jun.).
1963 wurde er zum leitenden Referenten der Gewerkschaft befördert, 1974 zum Vorsitzenden der Landesgruppe Wien gewählt und 1975 zum (gesamtösterreichischen) Vorsitzenden.
Er gehörte von 1969 bis 1983 (in der Amtszeit der Bürgermeister Marek, Slavik und Gratz) für die SPÖ dem Wiener Gemeinderat und Landtag an und war von 1978 bis 1983 einer der drei Vorsitzenden des Wiener Gemeinderates. Ab 1979 war er einer der Vizepräsidenten des Österreichischen Gewerkschaftsbundes, die den Präsidenten Anton Benya zu vertreten hatten.
1983 wechselte er als Abgeordneter in den Nationalrat und war stellvertretender Obmann des Klubs der Sozialistischen Abgeordneten und Bundesräte. Die SPÖ hatte bei der Nationalratswahl die absolute Mehrheit verloren, die relative aber behalten; sie ging vorerst eine Koalition mit der FPÖ ein (siehe Bundesregierung Sinowatz, Vranitzky I), von 1987 an mit der ÖVP (Vranitzky II usw.).
Am 28. Februar 1989 wurde er nach dem Rücktritt von Leopold Gratz, der wegen einer Falschaussage im Kriminalfall Udo Proksch gerichtlich verurteilt worden war, mit 155 von 171 abgegebenen Stimmen zum Präsidenten des Nationalrates gewählt. Er übte diese Funktion bis zum 5. November 1990 aus; an diesem Tag wurde der Präsident nach der Nationalratswahl 1990, bei der Pöder aus Altersgründen nicht mehr kandidiert hatte, neu gewählt. Am 6. Dezember 1990 wurde er von Bürgermeister Helmut Zilk auf Beschluss des Gemeinderates zum Wiener Ehrenbürger ernannt. Er erhielt zahlreiche Auszeichnungen.
1991 trat er als Gewerkschaftsvorsitzender zurück. Danach wurde er Präsident des der SPÖ nahestehenden Pensionistenverbands. In dieser Funktion wurde er 1999 von Karl Blecha abgelöst. 2002 starb seine Frau Elsa, geb. 1924.
Rudolf Pöder wurde am 24. Juni 2013 im Hernalser Friedhof (17. Bezirk) bestattet. Im gleichen Grab wurden 1942 bzw. 1944 Pöders Eltern begraben, 2002 seine Ehefrau.